# Mohamed Kordofani
Mohamed Kordofani, arab. محمد كردفاني (ur. w Chartumie) – sudański reżyser i scenarzysta filmowy.

## Życiorys
Urodził się w Chartumie, ale od lat mieszka w Bahrajnie, gdzie pracował początkowo jako inżynier lotnictwa. Od 2015 tworzył teledyski, reklamy telewizyjne i filmy krótkometrażowe.
Jego pełnometrażowy debiut fabularny, Żegnaj, Julio (2023), miał swoją premierę w ramach sekcji „Un Certain Regard” na 76. MFF w Cannes. Był to pierwszy w historii tej imprezy film z Sudanu, zaprezentowany w selekcji oficjalnej. W tym kameralnym dramacie, którego akcja rozgrywa się w jednym domu, Kordofani w subtelny sposób poruszył tak ważkie tematy, jak rasizm czy wciąż trwająca wojna domowa. Film zdobył nagrodę za wolność wypowiedzi w ramach swojej canneńskiej sekcji i został wybrany na reprezentanta Sudanu do Oscara dla najlepszego filmu międzynarodowego.